# Pont de Cadore
Le pont de Cadore ou viaduc de Piave est un pont routier situé entre les villes de Pieve di Cadore et Perarolo di Cadore au-dessus des gorges profondes de la rivière Piave, l'ouvrage se compose de trois viaducs (total 1 150 m) et d'un pont à béquille de 535 m de long avec une pente moyenne de 5 %. 
Il s'agit du deuxième pont routier le plus haut d'Italie, précédé du viaduc de Sente pour une différence d'un mètre seulement.

## Histoire
Il a été achevé et ouvert à la circulation en 1985 par la société Cimolai Costruzioni sur la base d'un projet du Studio Matildi, et fait partie de la série de travaux destinés à améliorer les conditions routières sur la route nationale 51 d'Alemagna (SS 51) entre les zones montagneuses de Cadore, Comelico (en), Cortina d'Ampezzo et la plaine vénitienne.